# Shericka Williams
Shericka Nicola Williams (Black River, 17 september 1985) is een Jamaicaanse sprintster, die is gespecialiseerd in de 400 m. Haar grootste prestaties leverde ze op de 4 x 400 m estafette. Zo vertegenwoordigde zij haar land op verschillende internationale wedstrijden. Ze nam tweemaal deel aan de Olympische Spelen en won bij die gelegenheden drie medailles.

## Biografie
Shericka Williams studeerde aan de St. Elizabeth Technical High School. Haar internationale doorbraak beleefde ze in 2005 op de wereldkampioenschappen in Helsinki. Op de individuele 400 m sneuvelde ze in de halve finale, maar met haar teamgenotes Novlene Williams, Ronetta Smith en Lorraine Fenton won ze een zilveren medaille op de 4 x 400 m estafette. Bij de Wereldbeker in Athene won ze een gouden medaille in deze discipline. Met een tijd van 3.19,84 eindigde ze met haar teamgenotes Tonique Williams-Darling, Christine Amertil en Novlene Williams voor de Amerikaanse en de Russische estafetteploegen.
Op de WK van 2007 in Osaka won Shericka Williams als startloopster van het estafetteteam, dat verder bestond uit Shereefa Lloyd, Davita Prendergast en Novlene Williams, een zilveren medaille op de 4 x 400 m estafette. Met een Jamaicaans record van 3.19,73 eindigde het viertal achter het estafetteteam van de Amerika (goud; 3.18,55) en voor het estafetteteam uit de Groot-Brittannië (brons; 3.20,04). Op de individuele 400 m kwam Williams, ondanks een beste seizoenprestatie van 50,37, niet door de voorrondes heen.
Williams is aangesloten bij MVP Track & Field Club in Kingston.

## Titels
- Jamaicaans kampioene 400 m - 2005

## Persoonlijke records
| Onderdeel | Prestatie | Datum            | Plaats  |
| --------- | --------- | ---------------- | ------- |
| 100 m     | 11,34 s   | 29 mei 2007      | Beograd |
| 200 m     | 22,50 s   | 7 september 2008 | Rieti   |
| 400 m     | 49,32 s   | 18 augustus 2009 | Berlijn |

## Palmares

### 400 m
Kampioenschappen
- 2006: 5e Gemenebestspelen - 51,81 s
- 2006:  Wereldatletiekfinale - 50,44 s
- 2007: 6e Wereldatletiekfinale - 50,64 s
- 2008:  OS - 49,69 s
- 2008: 5e Wereldatletiekfinale - 51,55 s
- 2009:  WK - 49,32 s
- 2009:  Wereldatletiekfinale - 50,49 s
- 2011: 6e WK - 50,79 s

Golden League-podiumplekken
- 2006:  Bislett Games – 50,93 s
- 2007:  Bislett Games – 51,32 s
- 2008:  Golden Gala – 50,83 s
- 2009:  Bislett Games – 49,98 s
- 2009:  Memorial Van Damme – 50,55 s

Diamond League-podiumplekken
- 2010:  Adidas Grand Prix – 51,24 s
- 2010:  Prefontaine Classic – 50,31 s
- 2010:  Athletissima – 50,04 s
- 2010:  British Grand Prix – 50,44 s

### 4 x 200 m
- 2015:  IAAF World Relays - 1.31,73

### 4 x 400 m
- 2005:  WK - 3.23,29
- 2006:  Wereldbeker - 3.19,84
- 2007:  WK - 3.19,73
- 2008:  OS - 3.20,40 (na DQ Rusland)
- 2009:  WK - 3.21,15
- 2010:  IAAF Contental Cup - 3.26,37
- 2011:  WK - 3.18,71 (NR)
- 2012:  OS - 3.20,95
- 2014:  Gemenebestspelen - 3.23,82[1]